# Red Dead
Red Dead é uma série de jogos de vídeo game de ação e aventura no velho oeste americano (Western) aclamados pela crítica. Os primeiros dois jogos da série foram desenvolvidos pela Rockstar San Diego, o terceiro jogo da série foi desenvolvido pela Rockstar Studios, (que envolve 8 estúdios diferentes), os jogos foram publicados pela Rockstar Games e distribuídos pela Take-Two Interactive. Os títulos principais da série são Red Dead Revolver (2004) para PlayStation 2 e Xbox, Red Dead Redemption (2010) para PlayStation 3 e Xbox 360 e Red Dead Redemption 2 que foi lançado em 2018 para PlayStation 4 e Xbox One. Adicionalmente foi criado um pacote de conteúdo para transferir para o segundo jogo chamado Undead Nightmare, lançado em Outubro de 2010.
O segundo jogo da série foi aclamado pela crítica. Red Dead Redemption ganhou inúmeros prêmios de ‘Jogo do Ano’, incluindo os atribuídos pelo GameSpy e GameSpot, e é muitas vezes referido como um dos melhores jogos de sempre. 
O terceiro jogo da série também foi avassalador e conseguiu ser ainda mais aclamado e vendido que o segundo jogo. Red Dead Redemption 2 quebrou recordes e teve o segundo maior lançamento na história do entretenimento, gerando 725 milhões de dólares em vendas a partir de seu fim de semana de lançamento, vendendo mais de 38 milhões de cópias mundialmente.  Foi aclamado pela crítica, que elogiou a sua história, os personagens, o mundo aberto e o nível considerável de detalhes. Red Dead Redemption II foi o jogo que recebeu o maior número de prêmios no The Game Awards 2018, vencendo nas categorias de "Melhor Narrativa", "Melhor Trilha Sonora", "Melhor Performance" e "Melhor Design de Áudio". Além disso, o jogo foi indicado na prestigiosa categoria de "Jogo do Ano", perdendo para God of War. Em agosto de 2021, já tinham sido vendidas mundialmente mais de 60 milhões de cópias de jogos Red Dead.

## Jogos

### Red Dead Revolver
Red Dead Revolver foi desenvolvido originalmente pela Capcom como um sucessor espiritual de Gun.Smoke (1985), desenhado por Yoshiki Okamoto. A Capcom nunca completou o projeto e acabou por o cancelar em 2002. Posteriormente, a Rockstar Games comprou o jogo e ampliou-o. Mudou a sensação de um Western Americano para um Western Spaghetti permitindo aos desenvolvedores acrescentar mais sangue e personagens mais desenvolvidos. No dia 11 de Outubro de 2016, a Rockstar lança o jogo na PSN com a resolução 1080p.

### Red Dead Redemption
Maior parte da história de Redemption tem lugar no ano de 1911, durante o declínio do Velho Oeste americano. O jogo segue John Marston, um ex-bandido, enquanto ele sai para caçar seus antigos membros de gangues. Marston a esposa e o filho são feitos reféns pelo governo pelo resgate dos seus serviços enquanto ex-caçador de recompensas. Não tendo outra escolha, ele se propõe a trazer seus três ex-membros de gangues à justiça.
Aquando o seu lançamento, Red Dead Redemption foi recebido com aclamação por parte da crítica especializada, com uma média de 95% em ambos os sites Metacritic e GameRankings, tornando-o um dos maiores jogos de vídeo melhor classificados tanto para PlayStation 3 como para Xbox 360 em ambos os sites. Ganhou vários prêmios para "Jogo do Ano". Críticos elogiaram os visuais, música, atuação, uma jogabilidade de mundo aberto e da história. Em setembro de 2011, o jogo já tinha vendido mais de 12,5 milhões de cópias no total. Uma edição Jogo do Ano com todo o conteúdo adicional foi lançado em outubro de 2011.Em Abril de 2018, o jogo entra no programa de retrocompatibilidade do Xbox One, podendo suportar a resolução 4K no modelo Xbox One X.

#### Undead Nightmare
Undead Nightmare é uma DLC que segue as aventuras de John Marston (em um universo paralelo não situado no universo principal), enquanto ele procura por uma cura para uma praga de zumbis infecciosas que varreu o Velho Oeste americano. Um disco independente intitulado Red Dead Redemption: Undead Nightmare Collection que não requer o jogo Red Dead Redemption original para ser jogado, foi lançado em Novembro de 2010 na América do Norte e a 26 de novembro de 2010 na Europa. O disco inclui três pacotes de conteudo para download: Legends and Killers, Liars and Cheats & Undead Nightmare Pack.

### Red Dead Redemption 2‎
Red Dead Redemption 2 é um jogo anunciado pela Rockstar Games em 2016, e lançado em 26 de outubro de 2018 para PlayStation 4 e Xbox One. O jogo conta a história de Arthur Morgan, membro da gangue Van der Linde 12 anos antes da história de Red Dead Redemption. O jogo busca contar a história dos membros da gangue em 1899 no fim do Velho Oeste durante a expansão dos Estados Unidos para a costa do Oceano. 
Red Dead Redemption 2 quebrou recordes e teve o segundo maior lançamento na história do entretenimento, gerando 725 milhões de dólares em vendas a partir de seu fim de semana de lançamento, vendendo mais de 23 milhões de cópias mundialmente. Foi aclamado pela crítica, que elogiou a sua história, os personagens, o mundo aberto e o nível considerável de detalhes. Red Dead Redemption 2 foi o jogo que recebeu o maior número de prêmios no The Game Awards 2018, vencendo nas categorias de "Melhor Narrativa", "Melhor Trilha Sonora", "Melhor Performance" e "Melhor Design de Áudio". Além disso, o jogo foi indicado na prestigiosa categoria de "Jogo do Ano", perdendo para God of War.

## Recepção
| Jogo                                  | Metacritic                 |
| ------------------------------------- | -------------------------- |
| Red Dead Revolver                     | 73/100 (PS2) 74/100 (Xbox) |
| Red Dead Redemption                   | 95/100 (PS3) 95/100 (X360) |
| Red Dead Redemption: Undead Nightmare | 87/100 (PS3) 87/100 (X360) |
| Red Dead Redemption 2                 | 97/100 (PS4) 97/100 (XONE) |

A serie Red Dead, em particular o segundo jogo, tem sido aclamada pela critica. Red Dead Redemption ganhou inumeros premios ‘Jogo do Ano’, incluindo os atribuidos pelo GameSpy e GameSpot, e é muitas vezes referido como um dos melhores jogos de sempre.

### Vendas de Red Dead Redemption
O game conseguiu vender 14 milhões de cópias em 2015.

### Vendas de Red Dead Redemption 2
O game vendeu 17 milhões de cópias em poucas semanas de seu lançamento. 

## Red Dead Online (Red Dead Redemption II)
Red Dead Online é o modo multijogador de Red Dead Redemption 2, com sua beta sendo disponibilizada dia 27 de novembro para usuários da edição "Ultimate" do game e no dia 30 de novembro para todos os jogadores. Em Red Dead Online, todas as mecânicas de Red Dead Redemption 2 são utilizada para criar diversas experiências online interativas.

## Ligações Externas
- Página oficial de Red Dead Revolver
- Página oficial de Red Dead Redemption
- Página oficial de Red Dead Redemption 2